# Garden Party (album)
Garden Party – studyjny album muzyczny amerykańskiego piosenkarza Ricky'ego Nelsona i grupy muzycznej Stone Canyon Band z 1972 roku. 

## Utwory
| Let It Bring You Along        | 4:12 |
| Garden Party                  | 3:45 |
| So Long Mama                  | 3:25 |
| I Wanna Be With You           | 2:15 |
| Are You Really Real?          | 3:25 |
| I'm Talking About You         | 3:55 |
| Nighttime Lady                | 3:50 |
| A Flower Opens Gently By      | 3:08 |
| Don't Let Your Good Bye Stand | 3:17 |
| Palace Guard                  | 5:10 |